# 龍鳳智多星
《龍鳳智多星》（英語：Intellectual Trio）是1985年上映香港喜劇電影，由黎應就執導並監製。電影由張國榮、倪淑君、林憶蓮主演，其他演員包括樓南光、左頌昇等，本片中馮淬帆亦有客串。

## 劇情簡介
從新加坡來的國際刑警西門町（樓南光飾）因要事前來香港，卻被香港警察張榮（張國榮飾）誤認為罪犯而逮捕。二人解開矛盾後，無意中認識了一對小偷姐妹花單（林憶蓮飾）和雙（倪淑君飾）。姐妹花在一次偷竊時，惹上了一個殺手。殺手叫他們交還，但二人不以為意。沒想到回來單被殺手殺死，悲痛的西門町、張榮以及雙決心報仇……

## 另外
本片是王家衛和張國榮的第一次合作。王家衛擔任編劇一職。

## 外部連接
- 豆瓣电影上《龍鳳智多星》的資料 （简体中文）
- 香港影庫上《龍鳳智多星》的資料（繁體中文）